# Mikroenkapsulacja
Mikroenkapsulacja – proces powlekania powierzchni rozdrobnionych cząstek jednej substancji przez inną substancję. Materiał powlekający ma zwykle inne własności fizyczne i chemiczne od substancji powlekanej.
Proces mikroenkapsulacji prowadzi do wytworzenia produktu kompozytowego – mikrokapsułki, złożonej z rdzenia w powłoce. Średnice mikrokapsułek zawierają się w przedziale od jednego do kilkuset mikrometrów. Mikroenkapsulację stosuje się wtedy gdy korzystna jest zmiana niektórych właściwości fizycznych gotowego produktu, umożliwiająca jego zastosowanie w określonym przypadku. Zarówno kształty cząstek jak i proporcje ilości powłoki i rdzenia są rozmaite.
Mikroenkapsulacja pozwala na zwiększenie bezpieczeństwa produktu poprzez zwiększenie jego stabilności oraz zapewnienie dłuższego terminu przydatności do użycia. Kolonizacja jelita przez mikroenkapsulowane bakterie probiotyczne jest bardziej efektywna niż w przypadku bakterii podawanych bez otoczki.